# 雪山羊绒鼯鼠
雪山羊绒鼯鼠（學名：Eupetaurus nivamons）是絨鼯鼠屬的一個物種，於2021年5月由中國科學院昆明動物研究所與澳洲博物館研究所的研究人員發表描述，得名自金庸武俠小說《雪山飛狐》，其種小名nivamons由拉丁文的nivalis（指「雪」）與mons（指「山」）組成。本種僅知分布於中國雲南省的高黎貢山與碧罗雪山山區，應為同時發表的西藏羊绒鼯鼠之姊妹群。

## 外形
雪山羊绒鼯鼠正模標本的體長為41.9公分，尾長44公分，後腿長9公分，耳長4.45公分，體重1.42公斤；背部的毛呈棕灰色，臉頰與喉部的毛則為淺灰色；皮膜邊緣為黑色，四肢的背部為黑色且覆有稻草色的毛；耳外側為黑色，內側則為白色稍帶卡其色；尾的基側毛色與背部相似但顏色較深，端側則為黑色。
與同屬另外兩種鼯鼠相比較，雪山羊绒鼯鼠的體型較絨鼯鼠稍小，且其背部毛色較偏棕色，後者則較偏灰色；本種與西藏羊绒鼯鼠外形相似，但其尾巴端部黑色的部分較後者的長（約達尾長的一半）。另外本種頭骨的吻部寬度較另外兩種的稍寬，臼齒的原尖（protocone）與次尖（hypocone）不若另外兩種的明顯，因此上排頰齒的形狀較圓，下排的臼齒則接近長方形，與西藏羊絨鼯鼠的類似，絨鼯鼠的則較接近方形，三者下臼齒上小溝（fossetes/fosettids）的分布位置也稍有差異。

## 生態

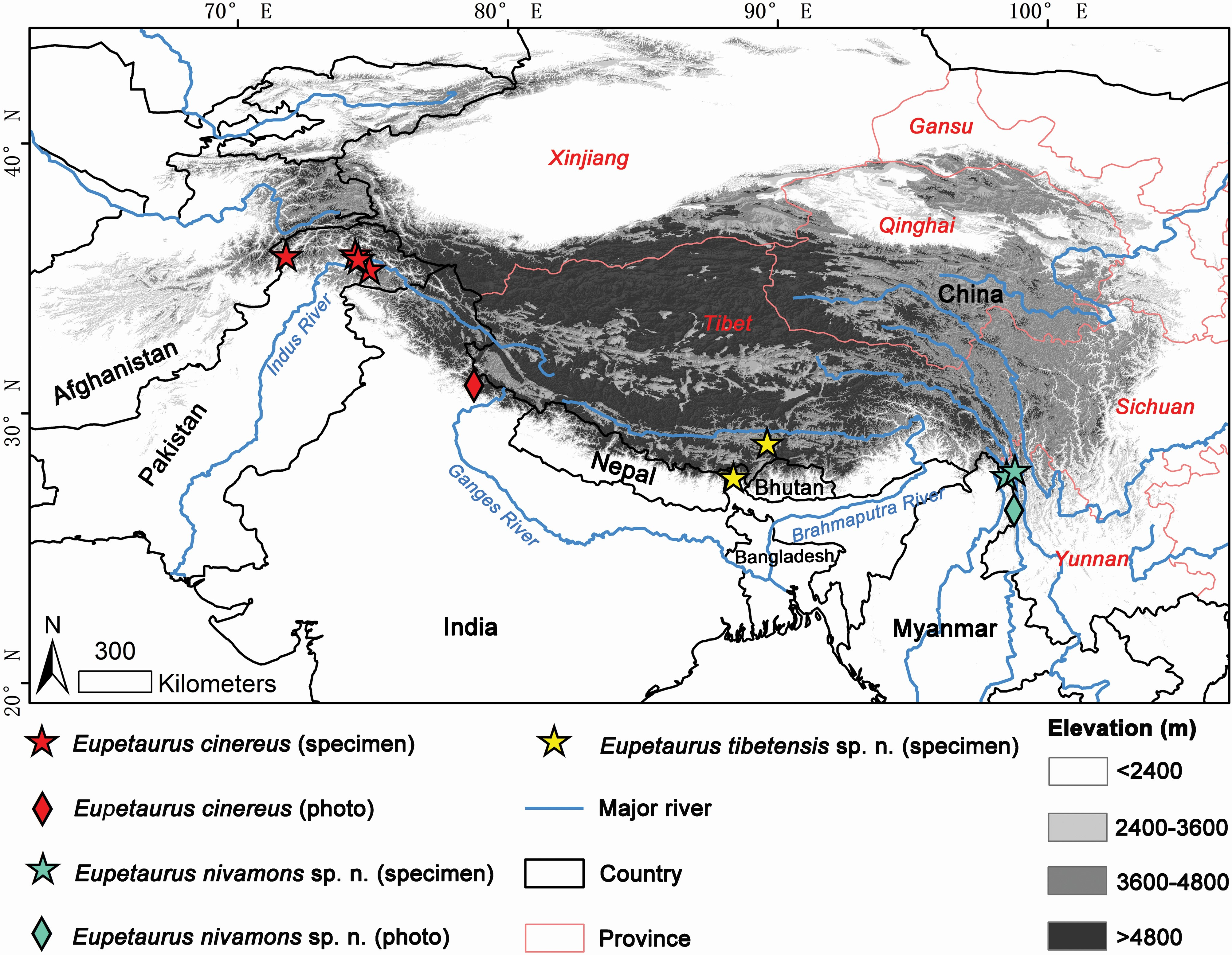
三種绒鼯鼠的發現地點

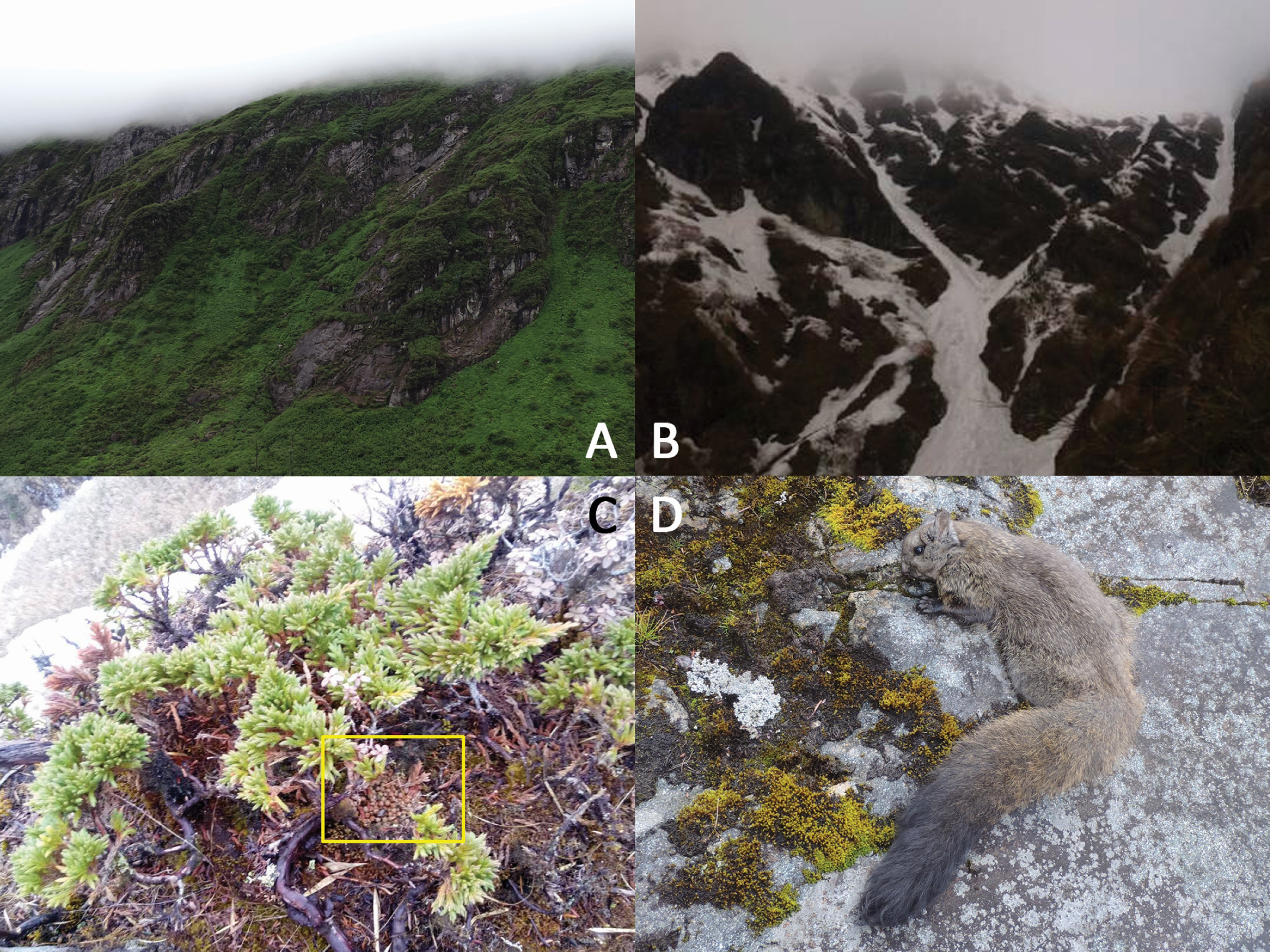
高黎貢山雪山羊绒鼯鼠分布地區的地景。A.夏季地貌；B.冬季地貌；C.糞便顆粒；D.雪山羊绒鼯鼠

雪山羊绒鼯鼠的正模標本與五件副模標本於2017年1月採自中國雲南省怒江傈僳族自治州貢山獨龍族怒族自治縣捧當鄉娜格洛村的碧罗雪山山區，另外也有標本採自高黎貢山的贡山-巴坡人马驿道丫口（海拔3700公尺處，周圍植被為濕草地與矮灌木）。根據標本採集地點、監視器紀錄與當地人口述，雪山羊绒鼯鼠的分布範圍應包括高黎貢山與碧罗雪山海拔3400－4450公尺的山區，因此地臨近中緬邊界，本種很可能也分布於緬甸東北部環境相似的地區，另外布拉馬普特拉河以東的西藏東南角可能也有本種分布。
雪山羊绒鼯鼠標本採集的區域出現的球狀糞便中有玉山圓柏的殘骸，當地並無紀錄其他大型嚙齒動物，意即本種很可能以玉山圓柏為食，灰林鴞、石虎與黃鼬則可能為本種的天敵。監視器紀錄顯示本種為夜行性動物，約活躍於晚間7時至清晨6時，且一年四季均活躍，活躍程度在十月達到高峰，冬季不會冬眠或遷至他處。
雪山羊绒鼯鼠在高黎貢山的棲地為一自然保護區，碧罗雪山的棲地則否，因棲地遠離人類活動範圍，本種可能較不受人類的的直接影響，但其棲地未來可能面臨氣候變遷的威脅，夏季入山採集草藥者也可能對其造成干擾。因本種分布範圍狹小、族群數量也小，發表者建議國際自然保護聯盟（IUCN）將其歸為近危物種。

## 分類與演化
絨鼯鼠屬過去僅有絨鼯鼠一物種，分布於巴基斯坦北部，2021年中國科學院昆明動物研究所與澳洲博物館研究所的研究人員發表了雪山羊绒鼯鼠與西藏羊绒鼯鼠兩新種。
喜馬拉雅山有許多屬的鼯鼠分布，其中絨鼯鼠屬為海拔最高者。分子鐘分析顯示雪山羊绒鼯鼠可能是西藏羊绒鼯鼠的姊妹群，絨鼯鼠屬約於1700萬年前的中新世中期與松鼠科的其他類群分家，雪山羊绒鼯鼠和西藏羊绒鼯鼠組成的演化支約於中新世晚期（約1000萬年前）和絨鼯鼠分家，而前兩者的分家時間則約在上新世-更新世交界期間（約450萬年前）。三者共祖的分布範圍可能較為連續，廣布於喜馬拉雅山區，隨著中新世以降喜馬拉雅山隆起減緩，河流向源侵蝕切出河谷，三地的絨鼯鼠因地理隔離而發生異域種化，其中恆河向源侵蝕發生的年代早於布拉馬普得拉河，與絨鼯鼠屬中分布於巴基斯坦的絨鼯鼠較早分家、雲南與西藏的物種較晚分家的分子鐘分析結果吻合。